# سفارة تونس في السويد
سفارة تونس في السويد هي أرفع تمثيل دبلوماسي لدولة تونس لدى السويد. تقع السفارة في بلدية ستوكهولم وهي تهدف لتعزيز المصالح التونسية في السويد.

## السفراء
سفراء تونس لدى السويد هم على التوالي:
| الاسم          | تاريخ التعيين  | م     |
| -------------- | -------------- | ----- |
| رياض بن سليمان | 12 سبتمبر 2020 | [ 5 ] |

## وصلات خارجية
- قائمة سفارات تونس
- قائمة السفارات في السويد